# Liste der Bürgermeister von Braunau am Inn
Die Liste der Bürgermeister von Braunau am Inn gibt einen Überblick über die Bürgermeister der Stadt Braunau am Inn.
- Hans Staininger (–1567), Stadthauptmann
- 1705: Franz Dürnhardt
- 1809: Georg Liegel

## 1846 bis heute
- 1846–1849 Balthasar Hofer
- 1849–1853 Alois Zwerger
- 1853–1857 Martin Fellerer
- 1857–1867 Carl Haas
- 1867–1869 Leopold Mangst
- 1869–1870 Anton Grass
- 1870–1873 Karl Josef Prechtl
- 1873–1876 Anton Grass
- 1876–1882 Karl Josef Prechtl
- 1882–1885 Franz Höb
- 1885–1897 Dr. Rudolf Brunner
- 1897–1909 Max Fink (großdeutsch)
- 1909–1919 Josef Bautenbacher (großdeutsch)
- 1919–1923 Cornelius Flir (Sozialdemokratische Partei Österreichs)
- 1924–1934 Friedrich Leistner (Großdeutsche Volkspartei)
- 1934–1937 Camillo Rehden (Reg.-Komm.)
- 1937–11. März 1938 Josef Schmid (Reg.-Komm.)
- 12. März 1938–Sept. 1938 Georg Hofmann
- Sept. 1938–März 1945 Friedrich Reithofer
- März 1945–Mai 1945 Fritz Berger
- 1945–1949 Ferdinand Fageth (Sozialdemokratische Partei Österreichs)
- 1949–1955 Josef Schmid (Österreichische Volkspartei)
- 1955–1958 Rudolf Stöger (Sozialdemokratische Partei Österreichs)
- 1958–1967 Josef Fridl (Sozialdemokratische Partei Österreichs)
- 1967–1989 Hermann Fuchs (Sozialdemokratische Partei Österreichs)
- 1989–2010 Gerhard Skiba (Sozialdemokratische Partei Österreichs)
- Okt. 2010–Feb. 2011 Günter Pointner (geschäftsführender Vizebürgermeister) (Sozialdemokratische Partei Österreichs)
- seit 2011 Johannes Waidbacher (Österreichische Volkspartei)